# Discus
Discus é um género de gastrópode  da família Discidae.
Este género contém as seguintes espécies:
Subgênero Discus Fitzinger, 1833
- Discus ruderatus (A. Férussac, 1821)

Subgênero Gonyodiscus Fitzinger, 1833
- Discus perspectivus (M. von Mühlfeld, 1816)
- Discus rotundatus (O. F. Müller, 1774)

Subgênero ?
- Discus engonata (Shuttleworth, 1852)
- Discus ganodus J. Mabille, 1882)
- Discus gomerensis Rähle, 1994
- Discus guerinianus (R.T. Lowe, 1852)
- Discus kompsus (J. Mabille, 1883)
- Discus marmorensis H. B. Baker, 1932
- Discus macclintocki (F. C. Baker, 1928)
- Discus putrescens (R. T. Lowe, 1861)
- Discus retextus (Shuttleworth, 1852)
- Discus scutula (Shuttleworth, 1852)
- Discus textilis (Shuttleworth, 1852)